# Smorodinowo
Smorodinowo (russisch Смородиново, deutsch Bindszohnen, 1936–1938 Bindschohnen, 1938–1945 Binden, litauisch Bindžionai) ist ein Ort in der russischen Oblast Kaliningrad. Er gehört zur kommunalen Selbstverwaltungseinheit Stadtkreis Tschernjachowsk im Rajon Tschernjachowsk.

## Geographische Lage
Smorodinowo liegt am südlichen Ufer der Inster (russisch: Instrutsch), 18 Kilometer nordöstlich der Stadt Tschernjachowsk (Insterburg). Bis 1945 war der Ort Bahnstation an der Bahnstrecke Insterburg–Kraupischken der Insterburger Kleinbahnen, die heute nicht mehr betrieben wird.

## Geschichte
Das kleine Dorf mit dem damaligen Namen Bindskeinen wurde 1564 erstmals erwähnt. Sehr verstreut lagen seine kleinen Höfe und Gehöfte, als der Ort 1874 in den neu errichteten Amtsbezirk Pelleningken (1938 bis 1945 „Amtsbezirk Strigengrund“, heute russisch: Sagorskoje) eingegliedert wurde und bis 1945 zum Kreis Insterburg im Regierungsbezirk Gumbinnen der preußischen Provinz Ostpreußen gehörte. Am 17. September 1936 änderte man die Schreibweise des Ortsnamens in „Bindschohnen“. Am 3.  Juni 1938 wurde der Ort in „Binden“ umbenannt. 
In Folge des Zweiten Weltkrieges kam der Ort mit dem nördlichen Ostpreußen im Jahr 1945 zur Sowjetunion. 1947 erhielt er die russische Bezeichnung „Smorodinowo“ und wurde gleichzeitig dem Dorfsowjet Sagorski selski Sowet im Rajon Tschernjachowsk zugeordnet. Von 2008 bis 2015 gehörte Smorodinowo zur Landgemeinde Kaluschskoje selskoje posselenije und seither zum Stadtkreis Tschernjachowsk.

### Einwohnerentwicklung
| Jahr | Einwohner |
| ---- | --------- |
| 1910 | 133       |
| 1933 | 206       |
| 1939 | 228       |
| 2002 | 8         |
| 2010 | 20        |

## Kirche
Die Bevölkerung Bindszohnens war vor 1945 fast ausnahmslos evangelischer Konfession. Das Dorf war in das Kirchspiel der Kirche Pelleningken (1938–1946 Strigengrund, heute russisch: Sagorskoje) eingepfarrt und lag im Kirchenkreis Insterburg in der Kirchenprovinz Ostpreußen der Kirche der Altpreußischen Union. Heute liegt Smorodinowo im Einzugsbereich der in den 1990er Jahren neu entstandenen evangelisch-lutherischen Gemeinde in Schtschegly (Saugwethen, 1938–1946 Saugehnen) innerhalb der Kirchenregion Tschernjachowsk (Insterburg) in der Propstei Kaliningrad der Evangelisch-lutherischen Kirche Europäisches Russland (ELKER).